# (15926) 1997 VP6
1997 في بي 6 (ويعرف أيضًا باسم (15926) 1997 في بي 6 وفق تسمية الكوكب الصغير) (بالإنجليزية: 1997 VP6)‏ هو كويكب ضمن حزام الكويكبات؛ وترتيبه 15926 من حيث الاكتشاف.
اكتُشف هذا الجُرم الفلكي بواسطة تاكيشي أوراتا ‏ في 5 نوفمبر 1997.

## وصلات خارجية
- (15926) 1997 VP6 في قاعدة بيانات مختبر الدفع النفاث لأجرام النظام الشمسي الصغيرة

- الاكتشاف · مخطط المدار ·  العناصر المدارية · المعلمات المادية

- (15926) 1997 VP6 على موقع ويكي سكاي: DSS2, SDSS, GALEX, IRAS, Hydrogen α, X-Ray, Astrophoto, Sky Map, Articles and images